# Festivalbar 1987 (compilation)
Festivalbar 1987 è una compilation di brani musicali famosi nel 1987, pubblicata nell'estate di quell'anno in concomitanza con l'edizione omonima del Festivalbar.
La compilation era divisa in due differenti pubblicazioni: la prima era prodotta dalla EMI Italiana, s'intitolava Festivalbar 87 e conteneva 32 tracce in doppio LP; la seconda, intitolata Juke Box Star Festivalbar 87, era uscita per la Five Record e conteneva 16 tracce.
Pochi giorni dopo esce anche la versione su CD di Festivalbar 87, pubblicata dalla PolyGram su etichetta Polystar, comprendente 18 dei brani presenti nell'edizione in vinile.
Da quest'anno tutte le compilation Festivalbar hanno anche una versione su CD.

## Festivalbar '87

### Disco 1
Lato A
1. Zucchero - Non ti sopporto più
2. Vasco Rossi - C'è chi dice no
3. Edoardo Bennato - OK Italia
4. Enrico Ruggeri - Non finirà
5. Fausto Leali - A chi
6. Matia Bazar - Noi
7. Aida - Male d'Africa
8. Johnny Hates Jazz - Shattered Dreams

Lato B
1. OFF - Electrica Salsa
2. Spagna - Dance Dance Dance
3. Tracy Spencer - Take Me Back
4. Baltimora - Key Key Karimba
5. Erasure - It Doesn't Have to Be
6. Tina Charles - I Love to Love
7. T-Pau - Heart and Soul
8. Richenel - Dance Around the World

### Disco 2
Lato C
1. Duran Duran - Meet El Presidente
2. David Bowie - Day-In Day-Out
3. Marillion - Incommunicado
4. Bon Jovi - You Give Love a Bad Name
5. Housemartins - Caravan of Love
6. Bob Geldof - This Heartless Heart
7. Europe - Carrie
8. U2 - With or Without You

Lato D
1. Living in a Box - Living in a Box
2. Level 42 - To Be with You Again
3. Belouis Some - Let It Be with You
4. Robbie Nevil - Dominoes
5. Gino Vannelli - Wild Horses
6. Picnic at the Whitehouse - Success
7. Depeche Mode - Strangelove
8. Caroline Loeb - C'est la ouate

### CD
1. Zucchero - Non ti sopporto più
2. Caroline Loeb - C'est la ouate
3. Level 42 - To Be with You Again
4. Bon Jovi - You Give Love a Bad Name
5. Bob Geldof - This Heartless Heart
6. Gino Vannelli - Wild Horses
7. Duran Duran - Meet El Presidente
8. David Bowie - Day-In Day-Out
9. Spagna - Dance Dance Dance
10. Richenel - Dance Around the World
11. Tracy Spencer - Take Me Back
12. Europe - Carrie
13. Vasco Rossi - C'è chi dice no
14. U2 - With or Without You
15. Edoardo Bennato - OK Italia
16. Tina Charles - I Love to Love
17. Depeche Mode - Strangelove
18. Living in a Box - Living in a Box

## Juke Box Star Festivalbar '87
Lato A
1. Sabrina - Boys (Summertime Love)
2. Mel & Kim - Respectable
3. Alison Moyet - Weak in the Presence of Beauty
4. Pepsi & Shirlie - Heartache
5. Mandy - I Just Can't Wait
6. In Tua Nua - Heaven Can Wait
7. Celeste - Hey Boy
8. Georgio - Sexappeal

Lato B
1. Spagna - Call Me
2. Simply Red - The Right Thing
3. Tina Turner - Break Every Rule
4. Robbie Nevil - C'Est la Vie
5. William Pitt - City Lights
6. Via Verdi - You and Me
7. Les Rita Mitsouko - C'Est Comme Ça
8. John Farnham - You're the Voice

## Classifiche

### Festivalbar '87
| Classifica (1987)                     | Posizione |
| ------------------------------------- | --------- |
| Classifica degli album italiana       | 7         |
| Classifica di fine anno italiana 1987 | 27        |